# آلابیا
آلابیا (به اسپانیایی: Alhabia) دهستانی در استان آلمریای اسپانیا است.
در این دهستان ۶۸۱ نفر زندگی می‌کنند. مساحت این دهستان ۱۶٫۴۲ کیلومتر مربع است.